# Observatorul Mont Wilson
Observatorul Mont Wilson (în engleză: Mount Wilson Observatory, MWO) este un observator astronomic situat în comitatul Los Angeles, în California (Statele Unite ale Americii). Se află în vârful muntelui Wilson, la altitudinea de 1.742 de metri, în lanțul munților San Gabriel aproape de Pasadena, la nord-est de Los Angeles.
Slabele turbulențe atmosferice și calitatea aerului din vârful muntelui Wilson îl fac, în mod natural, unul dintre cele mai bune situri pentru observarea astronomică din America de Nord, și îndeosebi pentru interferometrie. Creșterea aglomerării Los Angeles a redus, totuși, posibilitățile de scrutare ale obiectelor de cer profund, de către astronomii de la observator, dar situl rămâne, cu toate acestea, un loc important pentru cercetarea științifică. Istoric, un număr foarte mare de descoperiri astronomice din prima jumătate a secolului al XX-lea au fost realizate la Observatorul Mont Wilson, printre care Expansiunea Universului.

## Fotografii

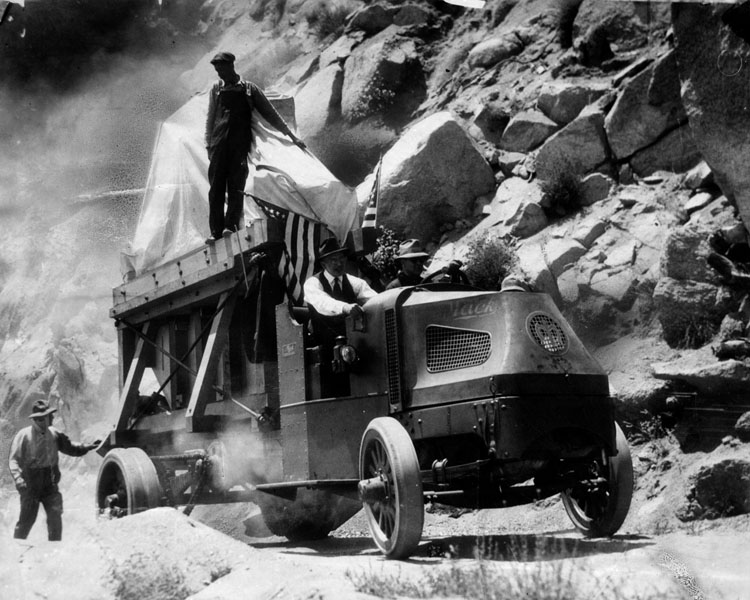
Transportarea cu un camion a oglinzii de 2,5 m diametru, în 1917
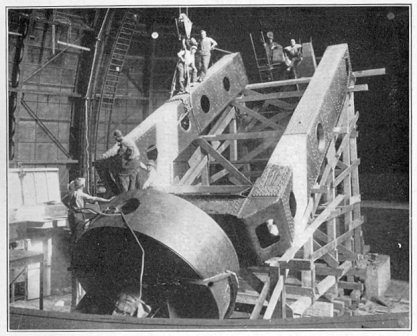
Vedere a montajului axei polare a telescopului Hooker